# Thập niên 620 TCN
Thập niên 620 TCN hay thập kỷ 620 TCN chỉ đến những năm từ 620 TCN đến 629 TCN.